# Nils Wilhelm Lundh
Nils Wilhelm Lundh, född 14 februari 1879 i Malmö, död 6 juni 1953 i Stockholm, var en svensk författare av skönlitteratur, skådespel samt reseskildringar från Medelhavet. Kort efter sin debut erhöll han ett stipendium från Albert Bonniers stipendiefond 1905. En samling av hans efterlämnade dokument finns i Kungliga biblioteket i Stockholm.

## Skrifter
- Hvita kyrkans by : tre berättelser (1903)
- Tall och björk : två berättelser från Hvita kyrkans by (1904)
- Stjärnorna : berättelser från Hvita kyrkans by (1904)
- Ljunghuset : berättelse från Ödestrand (1905)
- Mars : berättelser (1906)
- Stranden : berättelser och dikter (1907)
- Martini : ett lifsöde (1907)
- Enslingen jämte flera berättelser (1908)
- Stora barn. (1909)
- Lifvets sagor : berättelser (1909)
- Valborgselden : valda berättelser (1910)
- Bleik : roman från Nordsjödynerna (1911)
- Från Etna och Vesuvius : berättelser från Syditalien (1912)
- På vulkanisk mark : Berättelser från Kanarieöarna och Syd-Italien (1914)
- Bergvandraren : skådespel i 3 akter (1914)
- Eusebia, den kanariska skökan (1916), roman
- Ljunghuset : Skådespel i tre akter (1918)
- Johan Kainen : Skådespel i fyra akter (1918)
- Drottningens pärla : Skådespel i fyra akter (1918)
- En författares resa (1924), två delar: 1. Kring Italien, 2. Nordafrika
- Barnets dag : Martha (1924)
- Det bräddfulla hjärtats gata : (Eusebia) (1925)